# Santa Maria de Jesús de Gràcia
Santa Maria de Jesús de Gràcia és una església parroquial situada al carrer de Gràcia, 3-5 de la Vila de Gràcia (Barcelona), catalogada com a bé amb elements d'interès (categoria C).

## Història
El convent franciscà de Santa Maria de Jesús va ser fundat l'any 1427 per iniciativa de Bertran Nicolau i del rei Alfons el Magnànim. Es va edificar fora muralles, al costat de la via romana que sortia de l'actual Portal de l'Àngel en direcció a Sant Cugat del Vallès a través de Collserola, a l'actual cruïlla del passeig de Gràcia i el carrer d'Aragó.
Al seu voltant es va anar formant un petit barri, que va rebre el nom de Raval de Jesús. A causa de la seva situació va patir els efectes del setge de 1713-1714 durant la Guerra de Successió, quan fou enderrocat per a facilitar la defensa de la ciutat. El 1722 va ser reconstruït, però amb unes dimensions molt més reduïdes. El 1813, durant la Guerra del Francès, va tornar a ser destruït i ocupat fins al 28 de maig de 1814, quan les tropes franceses abandonaren la ciutat. Fou reconstruït entre 1817 i 1818 i tornat a destruir el 1823. Aleshores fou reconstruït a Gràcia segons un projecte de Ramon Plana i inaugurat el 1825. Tanmateix, l'exclaustració de 1835 el va deixar sense comunitat i l'1 de novembre del mateix any es va convertir en parròquia amb el nom de Santa Maria de Jesús.
Cent anys després, l'1 de novembre del 1935, es van iniciar les obres del nou temple, projectat per l'arquitecte Josep Goday, amb la col·locació de la primera pedra pel bisbe Irurita. El 19 de juliol del 1936, a l'esclat de la Guerra Civil, la parròquia va ser saquejada i incendiada, i hi van desaparèixer la bella figura de talla del Sant Crist, possiblement esculpida al segle xvi i la imatge corpòria de Sant Salvador d'Horta. També fou consumida per les flames la imatge de la Verge de l'Amor Bell i l'altar de la Mare de Déu dels Dolors, de línies esveltes, obra de l'arquitecte barceloní Antoni Rovira i Trias, juntament amb el grup escultòric que completava la seva ornamentació.
El 26 de gener del 1939 la parròquia va començar a funcionar a la capella de la residència de l'Immaculat Cor de Maria, del carrer de Matilde, i setmanes després, a l'església del convent de Nostra Senyora de Montsió. El 31 de desembre del 1944, el bisbe Modrego va beneir el nou temple.

## Descripció
La façana, inacabada, és de maó vist amb faixes horitzontals de pedra a la planta baixa, amb una rosassa en forma d'estrella i el portal flanquejat per dues columnes helicoïdals. Al projecte original es preveia un coronament diferent, dos campanars de planta estrellada i dues escultures, que s'havien de tallar en els blocs de pedra col·locats sobre les dues columnes de l'entrada, que no es van arribar a realitzar.
El temple segueix la tradició de les basíliques paleocristianes amb tres naus (la central més alta que les laterals) separades per fileres arcades de mig punt sobre quatre columnes. Als laterals de la nau principal hi ha vitralls adornats amb representacions de les lletanies. El presbiteri és quadrat, amb l'accés marcat per dues columnes helicoïdals.
A l'interior, cal destacar l'altar de la Verge dels Dolors, les escultures de l'altar major de Joan Rebull, el baptisteri i la Verge de Fàtima i els vitralls obrats pel taller Bonet.